# Geokemi
Geokemi er videnskaben om den kemiske sammensætning af geologiske forekomster på Jorden og andre planeter.
Geokemi er et bredt område, der omfatter så forskellige emner som enkelte mineralers kemiske sammensætning til den naturlige forekomst af kemiske forbindelser i naturen.